# Skotaholmen
Skotaholmen ou Skåtholmen, est une île dans le landskap Sunnhordland du comté de Vestland. Elle appartient administrativement à Bjørnafjorden.

## Géographie
Rocheuse et couverte d'une légère végétation, à fleur d'eau, elle s'étend sur environ 244 m de longueur pour une largeur approximative de 153 m.